# Eduard Erdmann
Eduard (Ned) Paul Ernst Erdmann (* 5. Märzjul. / 17. März 1896greg. in Wenden, Livland, Russisches Kaiserreich; † 21. Juni 1958 in Hamburg) war ein deutsch-baltischer Pianist und Komponist.

## Leben
Eduard Erdmann, Großneffe des Philosophen Johann Eduard Erdmann, absolvierte in Riga eine Klavierausbildung bei Bror Möllersten und Jean du Chastain sowie musiktheoretischen Unterricht bei Harald Creutzburg. 1914 übersiedelte Erdmann nach Berlin, wo er bis 1918 Klavier bei Conrad Ansorge und Komposition bei Heinz Tiessen studierte.
In den 1920er Jahren war Erdmann Jurymitglied bei den Donaueschinger Kammermusiktagen für zeitgenössische Tonkunst. 1926 war er der Solist des Eröffnungskonzerts der Bauhauskonzerte in Dessau. 1925 bis 1933 unterrichtete er Klavier an der Hochschule für Musik Köln. Nachdem er aus Protest gegen Repressalien der Nationalsozialisten gegen jüdische Kollegen von seinem Amt zurückgetreten war, wurde über seine Werke ein Aufführungsverbot verhängt. Danach trat Erdmann zum 1. Mai 1937 in die NSDAP ein (Mitgliedsnummer 4.424.050) und wirkte nur noch als Pianist. In der Endphase des Zweiten Weltkriegs wurde er im August 1944 in die von Adolf Hitler genehmigte Gottbegnadeten-Liste der wichtigsten Pianisten aufgenommen, was ihn vor einem Kriegseinsatz bewahrte.

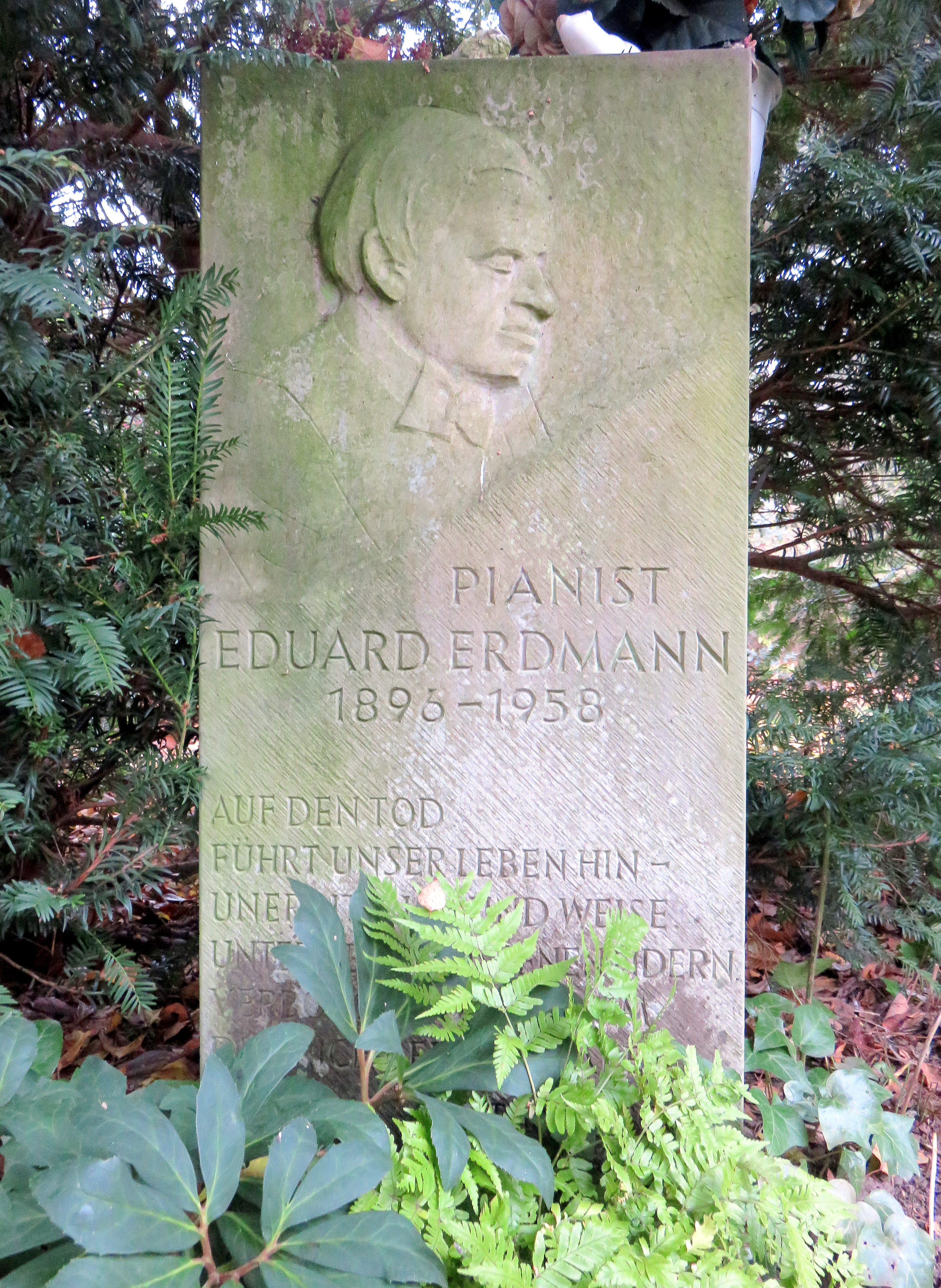
Grab Eduard Erdmann auf dem Friedhof Ohlsdorf, 2018

Seit 1950 unterrichtete er an der Hochschule für Musik und Theater Hamburg. Er komponierte vier Sinfonien, ein Klavierkonzert, ein Konzertstück für Klavier und Orchester, weitere Orchesterstücke, kammermusikalische Werke und Lieder. Als Pianist setzte sich Erdmann vehement für zeitgenössische Werke ein. Er galt außerdem als bedeutender Interpret der Werke von Bach und Schubert.
Erdmann sammelte Bücher, speziell deutsche Literatur in der jeweils ersten Gesamtausgabe. Am 26./27. Mai 1959 versteigerte die Firma Hauswedell in Hamburg große Teile seiner umfangreichen Bibliothek.
Eduard Erdmann war mit der Musikerin und Künstlerin Irene von Willisch (1896–1978) verheiratet. Das Ehepaar hatte vier Kinder: Jolanthe, Piers (Ehe mit Christa), Jobst und Judith. Jolanthe wurde die zweite Ehefrau von Emil Nolde.
Eduard Erdmanns Grabstätte befindet sich auf dem Ohlsdorfer Friedhof in Hamburg (Bm 67) westlich Kapelle 13.

## Auszeichnung
- 1953: Kulturpreis der Stadt Kiel

## Werke
- An den Frühling, lyrisches Stück für Violine und Klavier, 1912
- Burleske, aus den Bagatellen op. 5, 1913
- Am Gardasee, sinfonische Dichtung, 1914
- Rondo für Orchester, Heinz Tiessen gewidmet, 1918
- 1. Sinfonie, Alban Berg gewidmet, 1920
- Violin-Solosonate für Alma Moodie, 1921
- 2. Sinfonie, Ernst Krenek gewidmet, 1923
- Die entsprungene Insel, Operette, 1925
- Klavierkonzert, 1928
- Ständchen für Orchester, 1930
- Streichquartett, Emil Nolde gewidmet, 1937
- Konzertstück für Klavier und Orchester, 1946
- 3. Sinfonie, 1947
- 4. Sinfonie, Hans Schmidt-Isserstedt gewidmet, 1951
- Capricci, 1952
- Monogramme, 1955